# Wolfram Rombach

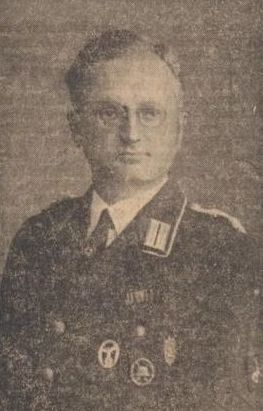
Wolfram Rombach, um 1934

Wolfram Rombach (geboren 13. Januar 1897 in Offenburg; gestorben 20. Oktober 1987 in Stuttgart) war der Oberbürgermeister Offenburgs in der Zeit des Nationalsozialismus. 

## Leben
Wolfram Rombachs Vater Hermann Rombach (1860–1930) war Rechtsanwalt in Offenburg, seine Mutter Lina Bumiller (1868–1935) führte den Haushalt eines bürgerlichen Hauses; er hatte eine Schwester. Rombach machte 1916 das Abitur am Humanistischen Gymnasium Offenburg und begann das Studium der Rechts- und Staatswissenschaft an der Universität Straßburg. 1917 meldete er sich zum Kriegsdienst und wurde an der Westfront eingesetzt. Da er eine Sehstörung mitbrachte, blieb ihm die Beförderung zum Leutnant versagt. 1919 setzte er das Studium in Freiburg, Berlin, Kiel und Heidelberg fort, machte 1921 die erste und 1923 die zweite Staatsprüfung und wurde 1923 bei Karl Geiler promoviert. Rombach arbeitete in der Rechtsanwaltskanzlei seines Vaters in Offenburg, die er 1930 erbte. 
Rombach trat zum 21. Dezember 1928 in die NSDAP ein (Mitgliedsnummer 137.785) und wurde frühes Mitglied des Bundes Nationalsozialistischer Deutscher Juristen (BNSDJ) (# 78). Er wurde 1930 Kreisleiter der Partei; Mitglied der SS wurde er 1937 (SS-Nummer 292.080). Er wurde 1930 in den Stadtrat Offenburgs gewählt. Nach der Machtergreifung der Nationalsozialisten 1933 wurde er 1934 zum Oberbürgermeister von Offenburg gemäß dem Führerprinzip ernannt. Er wurde 1935 verbeamtet. Der Amtsvorgänger, der parteilose Josef Holler, stellte ihm später einen Persilschein aus, dass seine vorzeitige Ablösung rechtmäßig vonstattengegangen war.
Rombach heiratete 1935 kirchlich die Ärztin Hildegard Neff (1907–1997); sie hatten vier Kinder. Im Zuge einer Strukturänderung im NSDAP-Organisationsaufbau mussten die Bürgermeister 1936 ihre Ämter als NSDAP-Kreisleiter abgeben; Rombachs Nachfolger wurde der mit ihm nicht verwandte Karl Rombach, der bei den häufigen Konflikten, ob nun Stadtverwaltung oder Partei in der Stadt das Sagen habe, vom Landrat und vom Gauleiter Robert Wagner unterstützt wurde. Rombach ließ sich für den Frankreich-Feldzug beurlauben und kehrte im September 1940 als Oberleutnant in das Bürgermeisteramt zurück. 1942 bewarb er sich vergeblich für einen Verwaltungseinsatz in den eroberten Gebieten im Osten.
Rombach verbreitete Endsiegparolen, floh aber bei Kriegsende in die Alpen, wo er von der US-Army festgenommen wurde, die ihn bis 1948 internierte; danach war er in französischer Internierung. Im Spruchkammerverfahren in Ehingen, dem Herkunftsort seiner Frau, wurde er im Januar 1949 als „minderbelastet“ eingestuft, die Spruchkammer Tübingen im Folgejahr reduzierte die Einstufung auf „Mitläufer“, derweil er gar als „Entlasteter“ gelten wollte. 
Im Jahr 1950 ließ Rombach sich als Rechtsberater in Stuttgart nieder und erhielt 1951 die Zulassung als Rechtsanwalt zum Landgericht und zum Oberlandesgericht Stuttgart. Die Stadt Offenburg musste ihm ab 1951 einen aus seiner Beamtentätigkeit herrührenden Unterhaltszuschuss zahlen, 1960 setzte er unter Berufung auf die Deutsche Gemeindeordnung durch, dass ihm eine Beamtenpension als Leitender Regierungsdirektor gezahlt wurde.

## Dissertation
- Die internationalen Grundsätze im geltenden deutschen Steuerrecht. Diss. jur. Heidelberg 1923, maschinenschr.